# Themus mamutensis

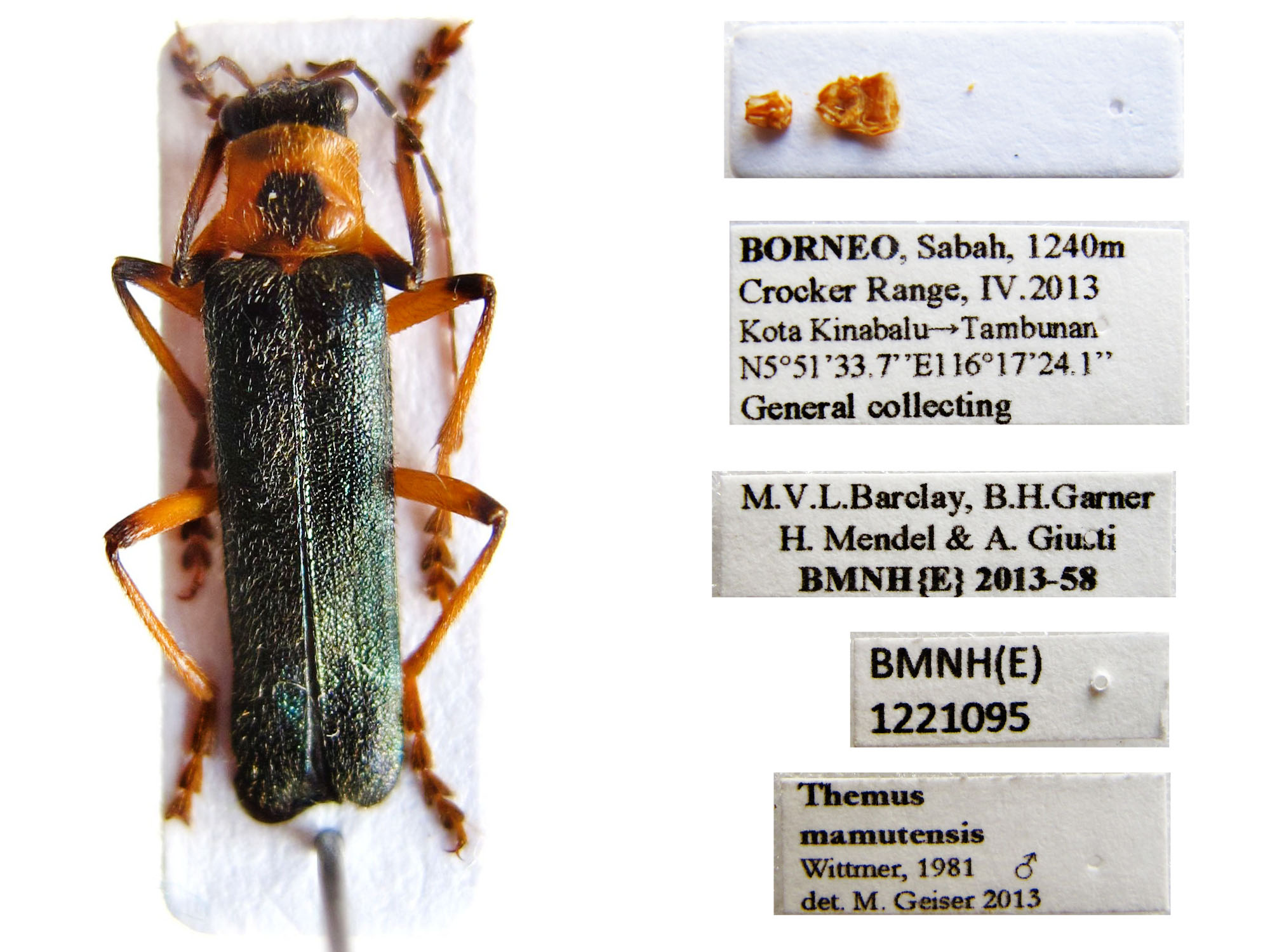
Themis mamutensis.

Themus mamutensis es una especie de coleóptero de la familia Cantharidae.

## Distribución geográfica
Habita en Malasia.